# فارار (آیووا)
فارار (به انگلیسی: Farrar) یک منطقهٔ مسکونی در ایالات متحده آمریکا است که در آیووا واقع شده‌است. فارار ۲۹۶٫۸۸ متر بالاتر از سطح دریا واقع شده‌است.